# Edson Zwaricz
Edson Luis Zwaricz es un exfutbolista brasileño naturalizado mexicano. 

## Clubes como futbolista
| Club                        | País   | Año         |
| --------------------------- | ------ | ----------- |
| Paraná Clube                | Brasil | 1992        |
| Platinense-PR               | Brasil | 1993        |
| Tecos Fútbol Club           | México | 1993 - 1995 |
| Atlético San Francisco      | México | 1995 - 1996 |
| Saltillo Soccer Fútbol Club | México | 1996 - 1997 |
| Club de Fútbol Monterrey    | México | 1998        |
| Alacranes de Durango        | México | 2002 - 2005 |
| Dorados de Sinaloa          | México | 2005        |
| Alacranes de Durango        | México | 2006 - 2007 |
| Lobos de la BUAP            | México | 2007 - 2008 |
| Socio Águila Fútbol Club    | México | 2008 - 2009 |
| Mérida FC                   | México | 2009 - 2011 |